# 알래스카 에어라인스 아레나 앳 핵 에드먼드선 파빌리온
알래스카 에어라인스 아레나 앳 핵 에드먼드선 파빌리온(영어: Alaska Airlines Arena at Hec Edmundson Pavilion)는 미국 워싱턴주 시애틀에 위치한 실내 경기장이다. 2019년 WNBA 시애틀 스톰의 임시 홈경기장으로 사용했다.